# Paratomapoderus madinensis
Paratomapoderus madinensis es una especie de coleóptero de la familia Attelabidae.

## Distribución geográfica
Habita en el Congo, Guinea y República Democrática del Congo.